# Province de Bagua
Pour les articles homonymes, voir Bagua.
La province de Bagua (en espagnol : Provincia de Bagua) est l'une des sept provinces de la région d'Amazonas, dans le nord du Pérou. Son chef-lieu est la ville de Bagua.

## Histoire
En 2009, d’importantes mobilisations indigènes se déroulent à Bagua, en protestation contre une série de décrets menaçant l’intégrité des territoires indigènes d’Amazonie. Ces manifestations aboutissent à des affrontements violents avec les forces de police, faisant trente-trois morts et près de deux cents blessés.

## Géographie
La province couvre une superficie de 5 745,72 km2. Elle est limitée au nord par la province de Condorcanqui,  au nord-est par l'Équateur, au sud-est et au sud par la province d'Utcubamba, à l'ouest par les provinces de Jaén et de San Ignacio (région de Cajamarca).

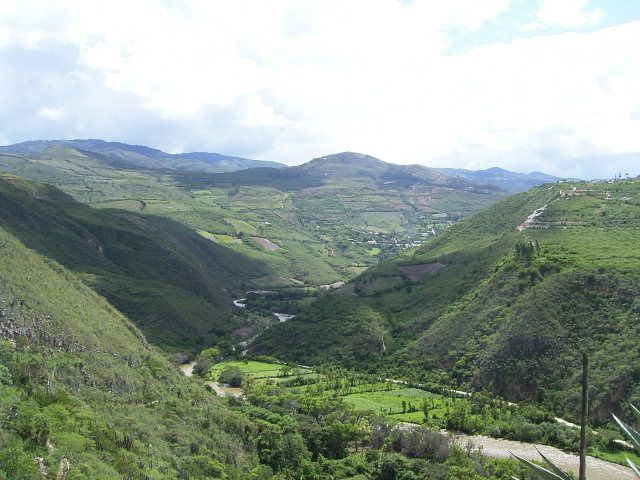
La rivière Utcubamba dans la région Amazonas, Pérou

## Population
La population de la province s'élevait à 71 757 habitants en 2007 (INEI) .

## Subdivisions
La province est divisée en six districts (entre parenthèses leur chef-lieu) :
- Amarango (Aramango)
- Bagua (Bagua)
- Copallin (Copallin)
- El Parco (El Parco)
- Imaza (Chiriaco)
- La Peca (La Peca)